# Nigella deserti
Nigella deserti är en ranunkelväxtart som beskrevs av Pierre Edmond Boissier. Nigella deserti ingår i släktet nigellor, och familjen ranunkelväxter. Inga underarter finns listade i Catalogue of Life.